# Escudo de Alagoas
El escudo de armas del Estado de Alagoas, diseño del profesor Théo Brandão, fue instituido por la misma ley que establece la bandera del estado (ley n° 2628 del 23 de septiembre de 1963).
Se describe como sigue:
Escudo portugués antiguo, en posición natural, dividido por una franja de plata. A la derecha una roca de gules, sobre un mar ondulado y en movimiento que sostiene una torre de gules, que es la de Penedo; a la izquierda, tres colinas de gules, unidas, la del medio más alto, sobre un contrajefe de ocho bandas onduladas de azur y plata, alternadas, que son las de Porto Calvo (en castellano: Puerto Calvo). En el jefe, ondulado de azur, tres lisas de plata nadando, puestas en contra-trinquete, que representan a Alagoas del Sur, actual Marechal Deodoro. A la derecha, un tallo de caña de azúcar, y a la izquierda, una rama de algodón, encapuchado y florido, ambos de su color. Arriba, estrella de plata, de cinco puntas, como timbre. Abajo, listel de oro con el lema: AD BONUM ET PROSPERITATEM (latín: Por el bien y la prosperidad).

## Colonia
Los portugueses fueron, en la época de la colonia, quienes introdujeron el primer escudo para el territorio alagoano. Se trata de un escudo redondo en campo de plata, con tres lisas puestas en palo (una sobre otra) representando las tres grandes lagunas de la región. No se sabe a ciencia cierta cuando se instituyó el primer escudo. En la época de la ocupación holandesa del nordeste de Brasil es cierto que tal escudo figuraba como representativo de la región, siendo adoptado y adaptado por los ocupantes, como demuestran antiguos estampados. La región se convirtió en comarca en 1711, y provincia en 1817, lo que demuestra una cierta carencia de relevancia administrativa en la época.

## República
El primer escudo del estado de Alagoas, ya en el período republicano, fue instituido por medio del decreto nº53 del 25 de mayo de 1894, y suspendido el 10 de noviembre de 1937, junto con todos los símbolos estatales de Brasil, por medio de la constitución brasileña de 1937.

Antiguo escudo de Alagoas durante el período colonial.
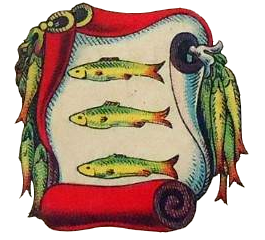
Escudo de armas de Alagoas durante el período colonial (Brasil holandés).
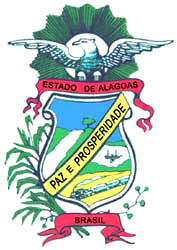
Escudo de armas de 1894

- Datos: Q2049881